# مقارنه

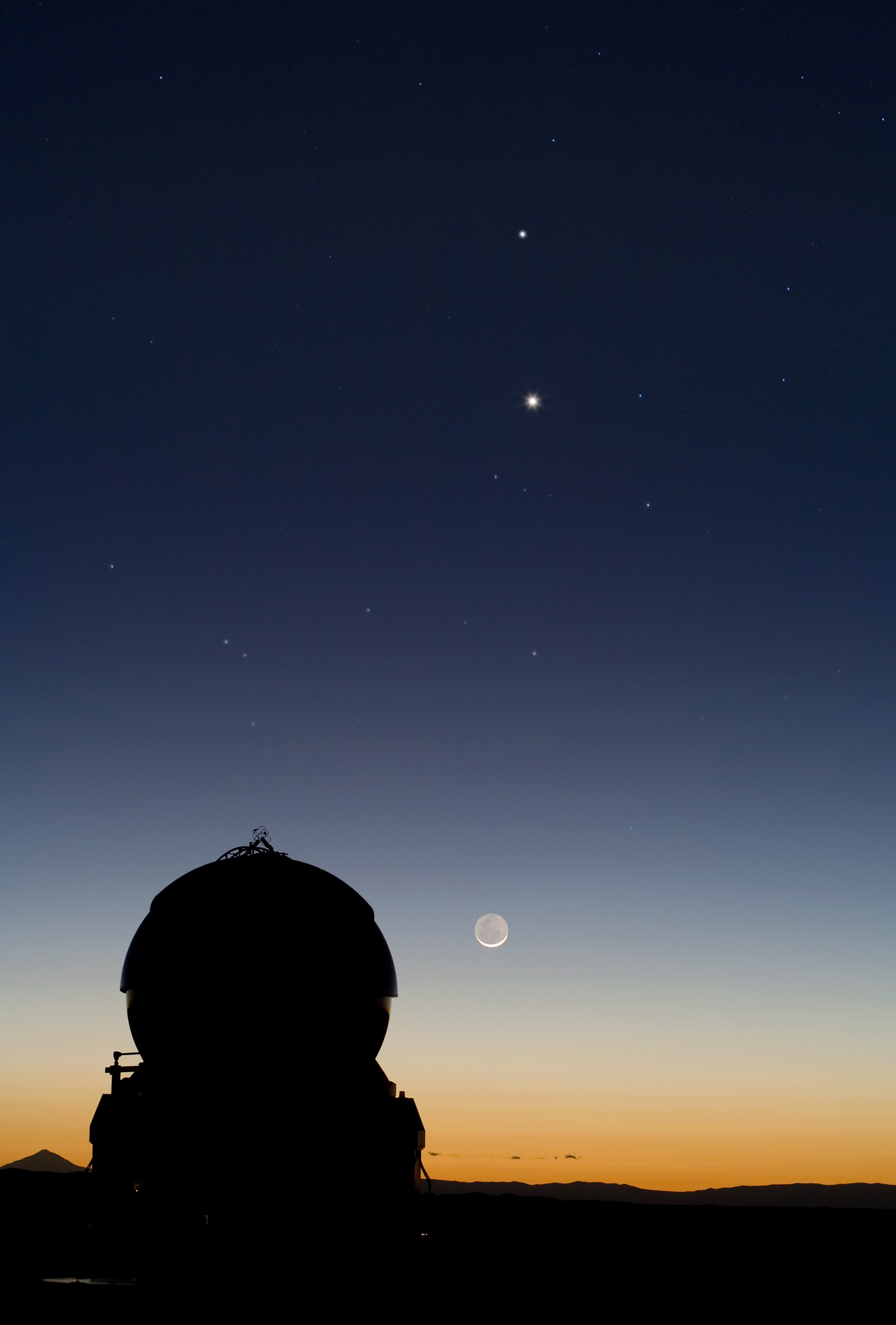
مقارنه تیر و ناهید و ماه

مُقارنه یا همدمی یا همنشینی در ستاره‌شناسی به هم‌راستا قرار گرفتن دو یا چند جرم سماوی با همدیگر از منظر زمین می‌گویند به گونه‌ای که در آسمان در کنار هم دیده شوند.
مقارنه در ستاره‌شناسی آماتوری و ستاره‌بینی به نزدیکی ظاهری دو جرم از سیارات و ماه و خورشید و ستاره با هم اشاره دارد. (مقارنه شامل: دو سیاره - سیاره با ماه - سیاره با ستاره - ماه با ستاره - ماه با خورشید - سیاره با خورشید - ستاره با خورشید)
مقارنهٔ سیارات یا ماه با خورشید (مقارنه با خورشید) مقارنه داخلی یا خارجی است. چنانچه خورشید از اجرام مقارنه نباشد مقارنه سیاره‌ای (دو سیاره) یا ماه و سیاره دیگر یا اجرام سیار با ثوابت خواهد بود؛ و به صورت ترکیبی مقارنه بیش از سه جرم سماوی نیز ممکن است که به آن اجتماع می‌گویند. در حقیقت یک سوی مقارنه همواره ناظر زمینی است. مقارنهٔ ماه با اجرام غیر خورشید را اختفا می‌گویند.
مقارنه بر اساس هم‌راستایی بعد (نصف‌النهار) سماوی یا طول سماوی دو جرم محاسبه می‌شود. نزدیکترین حالت دو جرم در صورت هم‌راستایی طول سماوی رخ می‌دهد.

## مقارنهٔ داخلی یا خارجی
وضعیتی که در آن یک سیاره از دید ناظر زمینی درست در پشت خورشید قرار گیرد، مقارنهٔ خارجی (علیا) نام دارد. چنانچه خورشید در میانه قرار گیرد مقارنهٔ خارجی گویند که برای همه سیارات بجز ماه مفروض است. دو سیارهٔ درونی (عطارد یا زهره) وقتی مابین خورشید و زمین قرار گیرند در وضعیت مقارنه داخلی هستند.
وضعیتی که در آن یک سیارهٔ درونی مانند عطارد یا زهره از دید ناظر زمینی درست در بین خورشید و زمین قرار گیرد مقارنهٔ داخلی (سفلی) نام دارد. چنانچه یکی از اجرام خورشید باشد و جرم دوم در میانه قرار گیرد مقارنه داخلی گویند که فقط برای سیارات درونی و ماه امکان‌پذیر است. مقارنه ماه و خورشید از ناظر زمینی همواره مقارنه داخلی است.
مقارنه داخلی یکی از شرایط احتمال پدیده گرفت خورشید اعم از گذر سیاره (زهره یا عطارد) یا خورشیدگرفتگی توسط ماه می‌باشد.
نماد مقارنه در یونیکد ☌ (x260c) و به صورت دستی به صورت  است.

## مقارنه‌های اخیر
بعضی مقارنه‌های مهم اخیر (سال ۱۴۰۲):
- مقارنه‌ها (یا اجتماع):
  - ۳۱ خرداد - اجتماع سیاره مریخ، هلال ماه و سیاره زهره
  - ۱۹ تیر - مقارنه ۰٫۶ درجه‌ای سیاره مریخ با قلب العقرب در شامگاه
  - ۲۷ تیر - مقارنه ۰٫۶ درجه‌ای سیارک وستا با ستاره دبران در بامداد
  - ۲۹ تیر - اجتماع کم‌نظیر ماه، سیاره زهره، سیاره مریخ، سیاره عطارد و ستاره قلب‌الاسد (شامگاه)
  - ۶ مرداد - مقارنه ۰٫۴ درجه‌ای کره ماه و ستاره قلب‌العقرب
  - ۶ مرداد - مقارنه ۰٫۵ درجه‌ای سیاره عطارد و ستاره قلب‌الاسد
  - ۶ مرداد - اجتماع سیارات عطارد، زهره، مریخ و ستاره قلب الاسد
  - ۲۷ مرداد - اجتماع هلال ماه با سیارات عطارد و مریخ (شامگاه)
  - ۹ شهریور - مقارنه ماه کامل و سیاره زحل

## اجتماع
وقتی از دید ناظر زمینی بیش از دو جرم آسمانی در کنار هم و فاصله ای نزدیک به یکدیگر قرار بگیرند اصطلاحاً اجتماع گفته می‌شود.